# Bušević
Bušević falu Horvátországban, Lika-Zengg megyében. Közigazgatásilag Donji Lapachoz tartozik.

## Fekvése
Korenicától légvonalban 30 km-re, közúton 65 km-re délkeletre, községközpontjától légvonalban 8 km-re, közúton 28 km-re északkeletre, Lika keleti részén, a Lapaci mezőtől keletre, közvetlenül a bosnyák határ mellett fekszik.

## Története
1890-ben 200, 1910-ben 499 lakosa volt. Az Osztrák–Magyar Monarchia felosztását követően előbb a Szerb-Horvát-Szlovén Királyság, majd Jugoszlávia része lett. A második világháború végéig Jugoszlávián belül Bosznia-Hercegovina része volt, majd néhány északnyugat-boszniai faluval együtt Horvátországhoz csatolták. 1991-ben lakosságának 98 százaléka szerb nemzetiségű volt. A falunak 2011-ben mindössze 6 lakosa volt.

## Lakosság
| Lakosság változása | Lakosság változása | Lakosság változása | Lakosság változása | Lakosság változása | Lakosság változása | Lakosság változása | Lakosság változása | Lakosság változása | Lakosság változása | Lakosság változása | Lakosság változása | Lakosság változása | Lakosság változása | Lakosság változása | Lakosság változása |
| ------------------ | ------------------ | ------------------ | ------------------ | ------------------ | ------------------ | ------------------ | ------------------ | ------------------ | ------------------ | ------------------ | ------------------ | ------------------ | ------------------ | ------------------ | ------------------ |
| 1857               | 1869               | 1880               | 1890               | 1900               | 1910               | 1921               | 1931               | 1948               | 1953               | 1961               | 1971               | 1981               | 1991               | 2001               | 2011               |
| 200                | 241                | 225                | 286                | 391                | 499                | 491                | 491                | 332                | 331                | 297                | 255                | 196                | 120                | 2                  | 6                  |